# Charlotte's Web (novela)
Charlotte's Web (La telaraña de Charlotte en España e Hispanoamérica y a veces también como La telaraña de Carlota en España) es una novela de literatura infantil escrita por el autor estadounidense E. B. White y publicada en 1952, con ilustraciones de Garth Williams.
Escrito en el estilo seco y de bajo perfil de White, Charlotte's Web es considerado un clásico de la literatura infantil, agradable para adultos y niños. La descripción de la experiencia de columpiarse en un columpio de cuerda en la granja es un ejemplo citado con frecuencia de ritmo en la escritura, pues el ritmo de las frases refleja el balanceo. Publishers Weekly lista el libro como el libro para niños mejor vendido de todos los tiempos después del año 2000.
Charlotte Web fue adaptado a una película animada por Paramount Pictures, Hanna-Barbera y Sagittarius Productions en 1973. Paramount lanzó una secuela directamente para vídeo, Charlotte's Web 2: Wilbur's Great Adventure en los Estados Unidos en 2003 (Universal publicó la película internacionalmente). Una versión cinematográfica de acción en vivo de la historia original de E. B. White fue estrenado el 15 de diciembre de 2006. Un videojuego de esta adaptación también se lanzó el 12 de diciembre.

## Argumento
La novela narra la historia de un cerdo llamado Wilbur y su amistad con una araña llamada Charlotte. Cuando Wilbur va a sufrir la matanza, Charlotte escribe mensajes alabando Wilbur (como "cerdo notable") en su telaraña para convencer al granjero que le permitiera vivir.